# Natação artística nos Jogos Asiáticos de 2022
A natação artística nos Jogos Asiáticos de 2022 foi realizada no Centro Olímpico de Esportes de Hangzhou [en], na cidade de Hangzhou, na China, entre os dias 6 a 8 de outubro de 2023.
Em 7 de outubro de 2022, a World Aquatics (então FINA) votou pela alteração de suas regras para permitir que até dois atletas do sexo masculino participassem do evento de equipe. No entanto, apenas dois nadadores do sexo masculino da China e da Tailândia participaram dos jogos.

## Cronograma
| A | Rotina acrobática | T | Rotina técnica | F | Rotina livre |

| Evento↓/Data → | 6ª Sex | 7ª Sáb | 8ª Dom |
| -------------- | ------ | ------ | ------ |
| Dueto feminino | T      | F      |        |
| Equipe         | A      | T      | F      |

## Medalhistas
| Evento | Ouro | Prata | Bronze |
| ------ | --- | --- | --- |
| Dueto  | CHN China Wang Liuyi Wang Qianyi                                                                                           | JPN Japão Moe Higa Tomoka Sato Mashiro Yasunaga                                                                                | KAZ Cazaquistão Arina Pushkina Yasmin Tuyakova |
| Equipe | CHN China Chang Hao Cheng Wentao Feng Yu Shi Haoyu Wang Ciyue Wang Liuyi Wang Qianyi Xiang Binxuan Xiao Yanning Zhang Yayi | JPN Japão Moka Fujii Moe Higa Moeka Kijima Tomoka Sato Ayano Shimada Ami Wada Akane Yanagisawa Mashiro Yasunaga Megumu Yoshida | KAZ Cazaquistão Nargiza Bolatova Eteri Kakutia Aigerim Kurmangaliyeva Xeniya Makarova Arina Myasnikova Anna Pavletsova Arina Pushkina Yasmin Tuyakova Zhaklin Yakimova Zhaniya Zhiyengazy |

## Tabela de medalhas
| Pos.               | País               | Ouro | Prata | Bronze | Total |
| ------------------ | ------------------ | ---- | ----- | ------ | ----- |
| 1                  | China (CHN)        | 2    | 0     | 0      | 2     |
| 2                  | Japão (JPN)        | 0    | 2     | 0      | 2     |
| 3                  | Cazaquistão (KAZ)  | 0    | 0     | 2      | 2     |
| Total (3 entradas) | Total (3 entradas) | 2    | 2     | 2      | 6     |

## Nações participantes
Um total de 84 atletas de 10 nações competiram no nado artístico nos Jogos Asiáticos de 2022: 
- CHN China (10)
- HKG Hong Kong (10)
- JPN Japão (9)
- KAZ Cazaquistão (10)
- MAC Macau (10)
- PRK Coreia do Norte (10)
- SGP Singapura (10)
- KOR Coreia do Sul (2)
- THA Tailândia (10)
- UZB Uzbequistão (3)